# Mobiler Flugfunkdienst über Satelliten (OR)

Prinzip des Mobilen Flugfunkdienstes über Satelliten

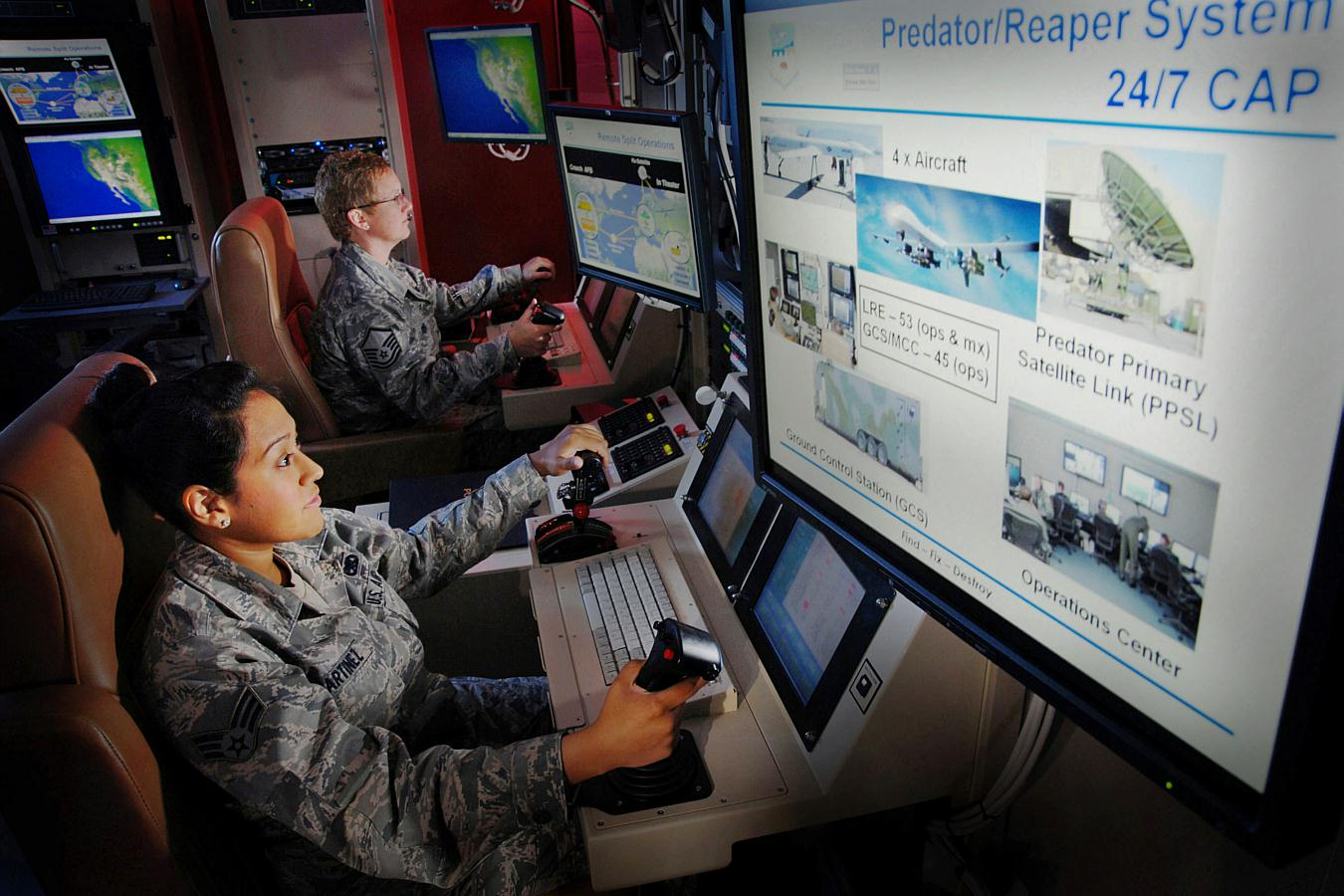
Fernsteuerung einer militärischen Drohne über Satellitenverbindung

Der Mobile Flugfunkdienst über Satelliten (OR) (auch Beweglicher Flugfunkdienst über Satelliten (OR); englisch aeronautical mobile-satellite (OR) service) ist entsprechend der Definition der Vollzugsordnung für den Funkdienst (VO Funk) der Internationalen Fernmeldeunion (ITU) ein Mobilfunkdienst über Satelliten, der für den Funkverkehr, einschließlich des Verkehrs für die Flugkoordinierung, vorwiegend außerhalb von nationalen und internationalen zivilen Luftverkehrsrouten vorgesehen ist. Das (OR) symbolisiert in diesem Zusammenhang Nutzung nur für Flüge außerhalb ziviler Luftverkehrsrouten (off-route).

## Einteilung
Die VO Funk kategorisiert diesen Funkdienst wie folgt:
Artikel 1.35 bis 1.37:
- Mobiler Flugfunkdienst über Satelliten
  - Mobiler Flugfunkdienst über Satelliten (OR), Flüge außerhalb ziviler Flugverkehrsrouten (off-route), meist militärische Flüge
  - Mobiler Flugfunkdienst über Satelliten (R), Flüge auf zivilen Flugverkehrsrouten (route)